# Coiful dacic de la Coțofenești
Coiful de la Coțofenești este un coif de paradă din electrum, un aliaj natural de aur, argint și cupru, care este considerat de unii experți în domeniu ca fiind un produs al artei traco-getice ce datează din prima jumătate a secolului al IV-lea î.Hr.. Coiful este astăzi dispărut în urma unei spargeri la Muzeul Drents. Coiful a fost descoperit în anii '20 ai secolului al XX-lea în satul Coțofenești, azi parte din comuna Vărbilău din județul Prahova, în locul numit Vârful Fundăturilor. Este posibil ca locul în care a fost găsit să fi adăpostit un mormânt bogat, însă  s-a recuperat doar acest obiect de formă oarecum conică cu o deschizătură dreptunghiulară pentru față. Arheologul Ioan Andrieșescu, profesor de civilizație preistorică la Universitatea din București, a condus o investigatie atentă a sitului, echipa sa ajungând la concluzia că artefactul nu făcea parte dintr-un mormânt sau tezaur, ci ținea doar de o așezare geto-dacă de cultură La Tène.
Calota coifului este ornamentată  în tehnica au répoussé cu proeminențe ce reproduc niște ținte/nituri ale unei ferecături. În partea din față se vede o pseudovizieră, tot în stilul au répoussé, decorată cu doi ochi apotropaici, deasupra lor fiind reprezentate sprâncenele de o factură stranie, prelungite și dublate, terminate în volute. Obrăzarele sunt făcute în aceeași tehnică, ele cuprinzând scena sacrificiului berbecului de către eroul înveșmântat în zale, cu coif și manta fluturândă. Pe apărătoarea de ceafă apar animale fantastice – grifoni cu boturi de ierbivore cu cioc, și harpii sau himere.
Coiful de la Coțofenești poate fi un obiect cu decor sincretist. A fost probabil confecționat într-un atelier grecesc într-un stil caracteristic produselor destinate populației locale, la finele secolului al V-lea sau începutul secolului al IV-lea. Prin unele motive decorative sugerează unele  influențe iraniene. Pe de altă parte, unele detalii, ca de exemplu pumnalul cu antene din mâna eroului, trădează influențe vest-europene sau central-europene. Arheologul român Dumitru Berciu a menționat că „... Spiritul general al ornamentării coifului de aur, cît și tehnica superioară cu care a fost realizată decorațiunea, concepția însăși a acesteia, fantezia și îndrăzneala artistului, prezența unor elemente străine de mediul local traco-getic arată laolaltă că acest coif de aur a putut fi lucrat într-un atelier străin de cele indigene, în parte probabil într-un atelier grecesc, mai degrabă decît într-unul scitic sau iranian, deși avem de-a face aici și cu prezența unor elemente iraniano-persane. Nu se poate spune însă că acest coif nu conține și o componentă indigenă. În primul rînd, tipul însuși, pe care l-am numit getic, este al localnicilor”.
Coiful este o piesă din aur care cântărește 770 grame. Îi lipsește doar partea superioară a calotei, în rest, nici un detaliu de decor nu este deteriorat.
Coiful de aur a fost adus inițial la Muzeul Național de Antichități din București și păstrat acolo până în 1970, fiind expus apoi la Muzeul Național de Istorie a României, în sala tezaurului istoric.

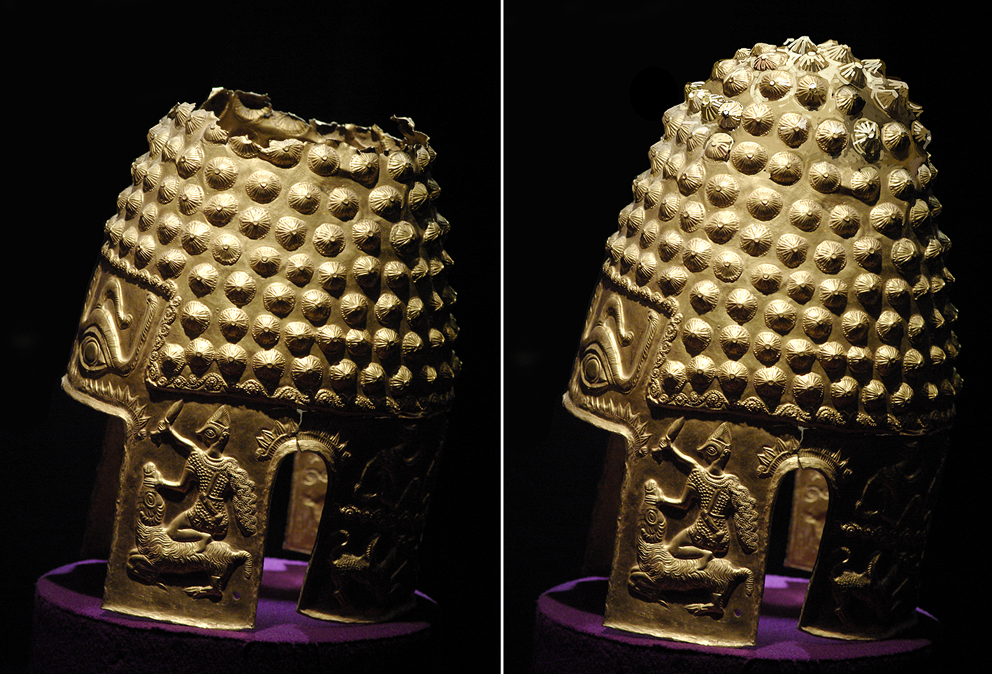
Coiful văzut din lateral, în starea actuală (stânga) și o reconstrucție grafică (dreapta)

Coiful de paradă a fost lucrat din două bucăți de tablă de aur, produse prin batere la rece, dintr-un lingou de aur natural, nerafinat, cu compoziția: Au = 760‰, Ag = 225‰ și Cu = 10‰. Tabla de aur utilizată pentru producerea coifului de paradă de la Coțofenești are grosimi variabile. Acestea merg de la 2,82 mm, în partea de la bază, până la numai 0,76 mm, în zona superioară calotei păstrate. Corpul principal al coifului de paradă de la Coțofenești are înălțimea totală de 24,32 cm, având diametrul interior, în zona mediană (în zona ochilor), de 18,42 cm, de 17,6 cm (în dreptul urechilor) și de numai 13,5 cm, în zona rupturii calotei.

## Expunere
Coiful a fost adus la București și expus în muzeele centrale de istorie, iar mai recent a fost prezentat și în expoziții găzduite și organizate de alte muzee europene.

### Muzee naționale
Coiful dacic a fost expus până în 1970 la Muzeul Național de Antichități, după care a fost mutat în sala Tezaur a Muzeului Național de Istorie.

### Spania, 2021
În 2021, Muzeul Național de Arheologie din Madrid, Spania, a găzduit expoziția „Tezaure arheologice din România. Rădăcini dacice și romane”, în cadrul căreia au fost prezentate 835 de artefacte provenite din colecțiile a 39 de muzee din România, inclusiv coiful dacic de la Coțofenești. Expoziția a fost organizată pentru a marca 140 de ani de relații diplomatice între România și Regatul Spaniei.

### Olanda, 2024–2025
În 2024, Muzeul Național de Istorie a României, în colaborare cu Drents Museum din Assen, Olanda, a organizat expoziția „Dacia! Rijk van goud en zilver” („Dacia! Regatul aurului și argintului”). Expoziția a inclus 673 de exponate, provenite din peste 50 de tezaure din colecțiile a 18 muzee din România. Printre acestea se număra și coiful dacic, alături de diadema de la Bunești-Averești, piese din tezaurele de la Agighiol, Peretu, Cucuteni-Băiceni,  Stâncești, precum și brățările dacice de la Sarmizegetusa Regia. Evenimentul a marcat 30 de ani de la prima expoziție de arheologie românească găzduită de un muzeu olandez și s-a desfășurat în perioada 7 iulie 2024 – 26 ianuarie 2025.

## Dispariție
Cu o zi înainte de încheierea expoziției din Assen, în noaptea de 24/25 ianuarie 2025, un grup de indivizi au folosit explozibil pentru a sparge un zid exterior din beton armat al muzeului. După ce au pătruns în clădire, aceștia s-au îndreptat direct către vitrinele care găzduiau coiful dacic și brățările dacice de la Sarmizegetusa Regia. În dimineața următoare, autoritățile olandeze și cele române au confirmat furtul acestor artefacte.
În 29 ianuarie 2025, trei suspecți au fost reținuți în localitatea Heerhugowaard din Olanda de Nord și un altul este căutat. Potrivit poliției neerlandeze, cei trei suspecți reținuți sunt cetățeni olandezi și ar fi originari din această regiune. În mai 2025, Parchetul a presupus că artefactele nu au fost topite și sunt încă ascunse undeva.

## Coiful în filatelie
Pe 30 decembrie 1988 a fost lansată o marcă poștală cu valoarea nominală de 5 lei, cu inscripția Coif traco-getic Coțofenești-Prahova, care reprezintă o imagine a coifului din semiprofil-stânga.

## Coiful în numismatică
Pe 24 decembrie 1999, Banca Națională a României a pus în circulație o monedă de aur 999‰, cu greutatea de 1,224 grame și diametrul de 13,92 mm, cu o valoare nominală de 100 lei, într-un tiraj maxim de 22000 de exemplare, care are reprezentat pe revers, în centru, coiful de aur descoperit la Poiana Coțofenești, iar la exterior, inscripția circulară COIF POIANA COȚOFENEȘTI. Moneda face parte dintr-o serie intitulată Istoria aurului.

## Legături externe
- Materiale media legate de Coiful dacic de la Coțofenești la Wikimedia Commons
- Archaeology at Coțofenești - cIMeC' Arhiva digitală de arheologie
- Sinteză a monografiei comunei Dumbrăvești Arhivat în 13 august 2011, la Wayback Machine. - Include o descriere detaliată a descoperiri
- Articol despre coif Arhivat în 5 noiembrie 2010, la Wayback Machine.
- Helmet in the comic strips "Din zori de istorie", published in "Cutezătorii" magazine
- The helmet in 3D by 88millimeters
- Gold and Silver Armour of the Getian-Dacian Elite. Military Equipment and Organization. Arhivat în 9 mai 2015, la Wayback Machine.
- Thracian beaker with birds and animals at the Metropolitan Museum of Art
- Analiza artefactelor Geto-Dacice de aur de la Poiana-Coțofenești, Bunești-Averești, Stâncești, Cucuteni-Baiceni
- Misterul Coifurilor De Aur, formula-as.ro